# 藤澤真凛
藤澤 真凛（ふじさわ まりん、1991年8月14日 - ）は、東京都青梅市出身のビーチサッカー選手。元女子サッカー選手（DF、MF）。

## 経歴

### クラブ
東京都青梅市の地元クラブ「青梅新町FC」でサッカーを始めた。日テレ・メニーナを経て十文字高校のチームに入団。全日本高等学校女子サッカー選手権大会では2年連続で3位の結果を残し、高校3年の時にはチームの主将を務めた。
2010年に日本体育大学女子サッカー部に入団。2011年、2012年には全日本大学女子サッカー選手権大会で2連覇を果たし、当時2部に相当したチャレンジリーグでは46試合に出場した。
2014年に同リーグに属する福岡J・アンクラスに入団、49試合に出場し3得点を記録、2年目にはチームの主将も務めた。
2016年、当時同リーグに属するASハリマアルビオンへ移籍。リーグ戦では36試合に出場し1得点を記録。2016年度のなでしこリーグカップ2部では優勝を果たした。4月24日のちふれASエルフェン埼玉戦で、なでしこリーグ通算100試合出場を達成した。
2017シーズン限りで、ASハリマアルビオンを退団した。
2018年1月にオーストリア・女子ブンデスリーガ2部に属するFCヴァッカー・インスブルックに移籍した。守備の主力選手としてチームのリーグ優勝に貢献し、オーストリア・女子ブンデスリーガ1部への昇格を果たした。
2021年に発足した、女子ビーチサッカーチームの東京ヴェルディプライアナBSに加入した。

### 代表
2007年から2008年にかけてU17日本代表を含めた各アンダーカテゴリーで代表に選出されている。

## 個人成績
| 国内大会個人成績 | 国内大会個人成績             | 国内大会個人成績 | 国内大会個人成績  | 国内大会個人成績 | 国内大会個人成績 | 国内大会個人成績 | 国内大会個人成績 | 国内大会個人成績 | 国内大会個人成績 | 国内大会個人成績 | 国内大会個人成績 |
| 年度             | クラブ                       | 背番号           | リーグ            | リーグ戦         | リーグ戦         | リーグ杯         | リーグ杯         | オープン杯       | オープン杯       | 期間通算         | 期間通算         |
| 年度             | クラブ                       | 背番号           | リーグ            | 出場             | 得点             | 出場             | 得点             | 出場             | 得点             | 出場             | 得点             |
| 日本             | 日本                         | 日本             | 日本              | リーグ戦         | リーグ戦         | リーグ杯         | リーグ杯         | 皇后杯           | 皇后杯           | 期間通算         | 期間通算         |
| ---------------- | ---------------------------- | ---------------- | ----------------- | ---------------- | ---------------- | ---------------- | ---------------- | ---------------- | ---------------- | ---------------- | ---------------- |
| 2010             | 日本体育大学女子サッカー部   | 23               | チャレンジEAST    | 9                | 3                | -                | -                | 3                | 0                | 12               | 3                |
| 2011             | 日本体育大学女子サッカー部   | 22               | チャレンジEAST    | 3                | 0                | -                | -                | -                | -                | 3                | 0                |
| 2012             | 日本体育大学女子サッカー部   | 12               | チャレンジ        | 19               | 0                | -                | -                | 1                | 0                | 20               | 0                |
| 2013             | 日本体育大学女子サッカー部   | 5                | チャレンジ        | 15               | 0                | -                | -                | 2                | 0                | 17               | 0                |
| 2014             | 福岡J・アンクラス            | 14               | チャレンジ        | 22               | 1                | -                | -                | 1                | 0                | 23               | 1                |
| 2015             | 福岡J・アンクラス            | 14               | チャレンジ        | 27               | 2                | -                | -                | 1                | 0                | 28               | 2                |
| 2016             | ASハリマアルビオン           | 14               | なでしこ2部       | 18               | 0                | 8                | 1                | 2                | 0                | 28               | 1                |
| 2017             | ASハリマアルビオン           | 14               | なでしこ2部       | 18               | 1                | 5                | 0                | 1                | 0                | 24               | 0                |
| オーストリア     | オーストリア                 | オーストリア     | オーストリア      | リーグ戦         | リーグ戦         | リーグ杯         | リーグ杯         | オープン杯       | オープン杯       | 期間通算         | 期間通算         |
| 2017-18          | FCヴァッカー・インスブルック | 41               | ブンデスリーガ2部 |                  |                  |                  |                  |                  |                  |                  |                  |
| 2018-19          | FCヴァッカー・インスブルック | 41               | ブンデスリーガ1部 |                  |                  |                  |                  |                  |                  |                  |                  |
| 通算             | 日本                         | 日本             | 2部               | 131              | 7                | 13               | 1                | 11               | 0                | 155              | 8                |
| 通算             | オーストリア                 | オーストリア     | 1部               |                  |                  |                  |                  |                  |                  |                  |                  |
| 通算             | オーストリア                 | オーストリア     | 2部               |                  |                  |                  |                  |                  |                  |                  |                  |
| 総通算           | 総通算                       | 総通算           | 総通算            | 131              | 7                | 13               | 1                | 11               | 0                | 155              | 8                |

- 日本女子サッカーリーグ初出場（チャレンジリーグEAST） - 2010年4月11日 ノルディーア北海道戦（日本体育大学横浜健志台キャンパスサッカー場）
- 日本女子サッカーリーグ初得点（チャレンジリーグEAST） - 2010年4月25日 清水第八プレアデス戦（日本体育大学横浜健志台キャンパスサッカー場）

## 獲得タイトル
- 日本体育大学女子サッカー部
  - 全日本大学女子サッカー選手権大会：2回（2011年、2012年）

- ASハリマアルビオン
  - なでしこリーグカップ2部：1回 (2016年)

- FCヴァッカー・インスブルック
  - オーストリア・女子ブンデスリーガ2部：1回 (2017-18年)

## エピソード
第37回青梅マラソンロードレース小学5年生の部で優勝を果たしている。